# 横浜市立横浜総合高等学校
横浜市立横浜総合高等学校（よこはましりつ よこはまそうごうこうとうがっこう）は、神奈川県横浜市南区に所在する多部制定時制の市立高等学校。

## 設置課程
- 総合学科 多部制定時制課程
  - エンジニア系列
  - ビジネス系列
  - 生活文化系列

## 概要
県内で初めての三部制・単位制による新しいタイプの総合学科高校（定時制）として、定時制の横浜市立港高等学校、横浜市立横浜商業高等学校の定時制課程、そして横浜市立横浜工業高等学校を統合・再編する形で2001年に設立、翌2002年に開校。
開校時の場所は横浜工業高等学校のあった中区翁町であったが、2013年8月、南区大岡の旧神奈川県立大岡高等学校跡地へ移転した。なお、旧校舎跡地には市が主導する横浜文化体育館再整備事業の一環として「横浜武道館」が整備され、2020年7月に開館した。

## 職員勤務時間
前勤務は開始時刻は午前8時、終了時刻は午後4時30分。後勤務は開始時刻は午後零時45分、終了時刻は午後9時15分。

## 交通
- 京急本線弘明寺駅より徒歩約10分。
- 横浜市営地下鉄弘明寺駅より徒歩約3分。

## 著名な関係者

### 教職員
- 水谷修（元社会科教諭。通称「夜回り先生」。前身の港高等学校には6年間、横浜総合高等学校には半年間在籍。）

### 卒業生
- 石原美優（グラビアアイドル）
- 小浦翼（プロボクサー、第21代OPBF東洋太平洋ミニマム級王者）
- 中川抹茶（プロボクサー、初代日本バンタム級ユース王者）
- 池田清香（湘南ベルマーレアシスタントナビゲーター）